# International Committee Against Mars Sample Return
El International Committee Against Mars Sample Return, o ICAMSR (en español, Comité Internacional contra la Recogida y Retorno de Muestras de Marte) es un grupo de científicos defensores que hacen campaña contra la recogida de muestras del planeta Marte y traerlas a la Tierra. El Comité fue fundado en el año 2000. Han salido en noticias y publicaciones bibliográficas donde este tipo de misiones están muy discutidas. El nombre del Comité refleja parcialmente lo que trata de llevar a cabo, siendo el principal objetivo que las muestras que se traigan se certifiquen de forma segura "in situ" o en el espacio, antes de que lleguen a la Tierra:

Nuestra intención y objetivo principal es que las muestras planetarias/cometarias estén certificadas como "seguras a la biosfera" en el espacio o in situ antes de que sean transferidas a la superficie de la Tierra.